# ロイド・ヨハンソン

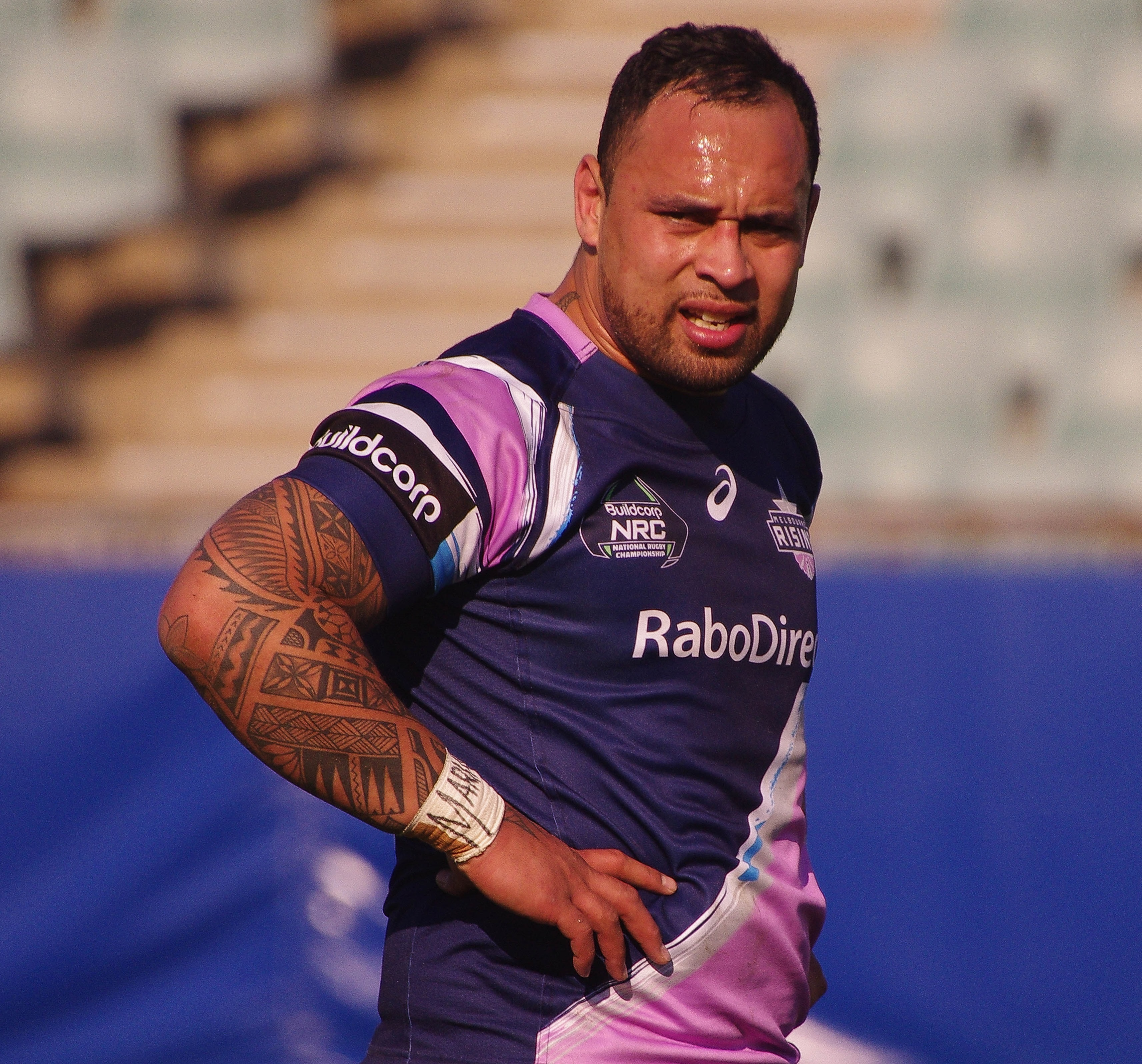
Lloyd Johansson (2014)

ロイド・ヨハンソン（Lloyd Johansson、1985年5月2日 - ）は、オーストラリアのラグビーユニオン選手。 

## プロフィール
- メルボルン出身。
- 身長 181cm、体重 112kg。
- ポジションはセンター(CTB)、スタンドオフ。

## 来歴
2005年にスーパーラグビーのクイーンズランド・レッズへと入団した。同年にはオーストラリア代表の一員に選ばれている。2010年にジャパンラグビートップリーグのホンダヒートへと加入し、1シーズンプレーした。